# Paul Dermée
 (novembre 2024).
Si vous disposez d'ouvrages ou d'articles de référence ou si vous connaissez des sites web de qualité traitant du thème abordé ici, merci de compléter l'article en donnant les références utiles à sa vérifiabilité et en les liant à la section « Notes et références ».
Paul Dermée, né Camille Gérard Zéphirin Janssen le 13 avril 1886 à Liège et mort le 27 décembre 1951 à Paris, est un écrivain, poète, critique littéraire et directeur de revues belge. Il est le mari de Céline Arnauld.

## Biographie

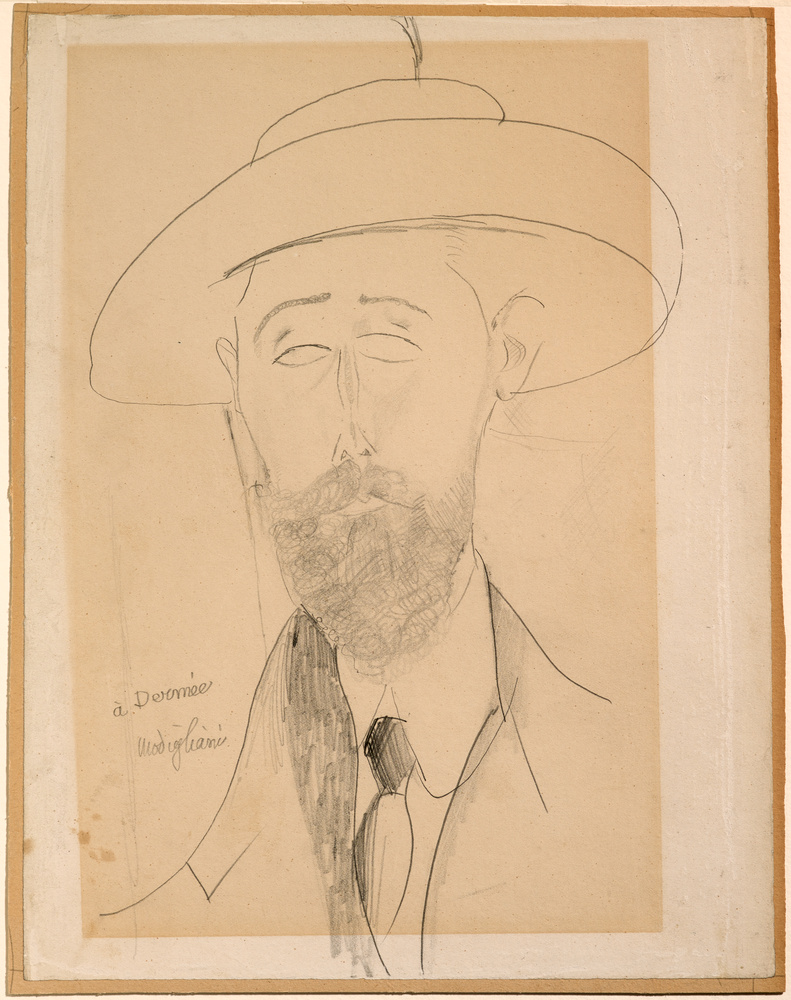
Portrait de Paul Dermée par Amedeo Modigliani (ca 1918-1920)

Après des études scientifiques[Où ?], il s'essaie à la littérature en tant que directeur d'une revue liégeoise "Mosane"[pas clair].
 Il est licencié ès-sciences et ès-lettres.
Il s'installe à Paris en 1910 et rencontre, le premier jour de son arrivée, André Colomer, qui lui présente le lendemain Gérard de Lacaze-Duthiers (qui sera son témoin de mariage, avec André Fontainas - poète et critique d'art - et H.-D. Davray - traducteur d'Oscar Wilde -, à la mairie du Ve). Puis il fait connaissance de Gabriel-Tristan Franconi, Roger Dévigne, Lucien Banville d'Hostel, René Dessambre. Étudiant à la Sorbonne, suivant en auditeur libre les cours de l'École des chartes, il rencontre sa future femme, Céline Arnauld, au Collège de France, au cours de Pierre Janet. Il participe aux "Hurle-aux-Loups" du groupe Les Loups, dont Anatole Belval-Delahaye est l'animateur. Il collabore au journal L'Action d'Art de Lacaze-Duthiers.
Il rencontre ensuite Guillaume Apollinaire. Grâce à ce dernier, il fait la connaissance des peintres Picasso, Juan Gris, Sonia et Robert Delaunay et des poètes Valery Larbaud et Max Jacob. Sa signature autographe figure sur l'un des feuillets signés par les convives du banquet mémorable donné le 31 décembre 1916 en honneur d'Apollinaire à l'Ancien Palais d'Orléans de l'Avenue du Maine, banquet dont il était co-organisateur.
En décembre 1916, il collabore à la revue d'avant-garde SIC (Son Idées Couleurs) de Pierre Albert-Birot, puis en mars 1917 à celle de Pierre Reverdy Nord-Sud. Ce même mois, il reçoit une lettre d'Apollinaire dans laquelle ce dernier tentant de nommer le nouveau courant littéraire naissant propose le néologisme "surréalisme" : « Surréalisme n'existe pas encore dans les dictionnaires, et il sera plus commode à manier que surnaturalisme déjà employé par MM. les Philosophes. »
Quand Guillaume Apollinaire en appelle au retour des valeurs classiques françaises, lors de sa conférence sur « L'Esprit nouveau » (26 novembre 1917), Paul Dermée reprend cette idée en expliquant que pour sa part, elle ne rejette pas les avant-gardes mais les inscrit dans la continuité de l'histoire.
Il crée les revues Z, Interventions, et L'Esprit Nouveau.
Il est membre de la Société des Gens de Lettres, Président de l'Union d'Art radiophonique, fondateur du syndicat des journalistes de la Radio, Secrétaire du comité de lecture des pièces radiophoniques. Il contribue en effet à l'essor de l'art radiophonique, aussi bien du point de vue technique, que de la qualité des œuvres.
En 1918, Tristan Tzara le contacte depuis Zurich pour lui proposer de diffuser la revue DADA à Paris. Dermée demande en échange d'être désigné co-directeur ou rédacteur en chef, ce que Tzara accepte. Dermée est alors ironiquement surnommé proconsul dadaïste. Leur projet d'association est néanmoins ensuite ajourné et n'aboutit pas.
À partir de 1920, il participe à plusieurs manifestations Dada à Paris, et intervient notamment lors du festival Dada du 26 mai 1920.
En 1922, pour un numéro de la revue Le Disque vert consacré à la psychanalyse, il écrit un article sur Sigmund Freud qu'il prétend avoir rencontré en 1913 : J'ai vu Freud à Vienne en 1913 et dont il affirmait  avoir entrepris de traduire son « Evangile » .

En 1927, il crée avec Michel Seuphor et Prampolini les Documents internationaux de l’Esprit nouveau.
Sa femme, Céline Arnaud, se suicide peu de temps après le décès de son mari.

## Œuvres
- Beautés de 1918
- Légende Lyrique
- Films (conte)
- Soliloques (duodrame)
- Lyromancie (poèmes prophétiques)
- Le Volant d'Artimon
- Le Cirque du Zodiaque
- O Solitude, O fontaines, Jours de fêtes (poèmes figurés, sorte de manifeste de la liberté de l'art et d l'homme)
- 2000 ans au Quartier Latin (pièce radiophonique, diffusée à l'occasion du Bimillénaire)
- Œuvres complètes, Victor Martin-Schmets (éd.), Paris, Garnier, 2015.